# Baie Norwegian
Ne doit pas être confondu avec Baie Norvégienne.
La baie Norwegian (parfois appelée la baie Norvégienne) est une baie dans l'océan Arctique située dans la région de Qikiqtaaluk dans le territoire canadien du Nunavut. La baie est entourée par l'île Axel Heiberg au nord, l'île Amund Ringnes au nord-ouest, l'île d'Ellesmere à l'est et l'île Devon au sud.
En avril 2021, les Québécois Jacob Racine, Guillaume Moreau et Nicolas Roulx ont traversé la baie norvégienne au complet en ski, sans chiens de traineaux ni cerfs-volants. Il leur fallut 10 jours pour relier les iles Axel Heiberg et Devon. Cette traversée faisait partie d’une vaste expédition: traverser le Canada à force humaine, du Nord au Sud. L’expédition AKOR fut complétée en 234 jours au total.
Il y a six îles situées dans la baie Norwegian :
- l'Île Cornwall ;
- l'Île Graham ;
- l'Île Buckingham ;
- l'Île Table ;
- l'Île Exmouth ; et
- l'Île Ekins.

## Annexe